# Андреас Авраам
Андреас Авраам (грец. Ανδρέας Αβρααμ, нар. 6 червня 1987, Ларнака) — кіпрський футболіст, захисник клубу АЕЛ і національної збірної Кіпру.

## Клубна кар'єра
У дорослому футболі дебютував 2005 року виступами за команду «Омонія» (Арадіппу), в якій провів два сезони, взявши участь у 16 матчах чемпіонату. 
Протягом 2007—2010 років захищав кольори клубу «Аполлон». За цей час виборов титул володаря Кубка Кіпру.
Своєю грою за останню команду привернув увагу представників тренерського штабу нікосійської «Омонії», до складу якої приєднався 2010 року. Відіграв занеї три сезони своєї ігрової кар'єри, після чого уклав контракт з «Анортосісом», у складі якого провів наступні три роки своєї кар'єри гравця.
Протягом 2016—2017 років грав у Греції за «Ларису», а згодом повернувся на батьківщину, приєднавшись до клубу АЕЛ.

## Виступи за збірну
2008 року дебютував в офіційних матчах у складі національної збірної Кіпру.

## Титули і досягнення
- Володар Кубка Кіпру (4):

«Аполлон»: 2009-2010
«Омонія»: 2010-2011, 2011-2012
АЕЛ: 2018-2019
- Володар Суперкубка Кіпру (2):

«Омонія»: 2010, 2012